# Härsjön, Blekinge
Härsjön är en sjö i Ronneby kommun i Blekinge och ingår i Vierydsåns huvudavrinningsområde. Sjön är 4,2 meter djup, har en yta på 0,43 kvadratkilometer och är belägen 22,7 meter över havet.

## Delavrinningsområde
Härsjön ingår i det delavrinningsområde (623742-146024) som SMHI kallar för Inloppet i Nässjön. Medelhöjden är 42 meter över havet och ytan är 18,04 kvadratkilometer. Räknas de 7 avrinningsområdena uppströms in blir den ackumulerade arean 137,62 kvadratkilometer. Avrinningsområdets utflöde Vierydsån mynnar i havet. Avrinningsområdet består mestadels av skog (63 procent), öppen mark (11 procent) och jordbruk (20 procent). Avrinningsområdet har 0,43 kvadratkilometer vattenytor vilket ger det en sjöprocent på 2,4 procent.